# Greta Bergström
Greta Emilia Oskara Bergström, född Lagerlund den 11 september 1909 i Ringarum, död 1 mars 1992 i Saltsjöbaden, var en svensk folkbildare, hushållspedagog och biståndsarbetare. Hennes verksamhet var särskilt betydelsefull för kvinnors yrkesutbildning på det husliga området.

## Biografi
Greta Bergström var andra barnet till Gustaf Lagerlund och Rut Emilia Fransén i Ringarums församling i Östergötland. Fadern var präst och modern prästdotter. Familjen hade bildningsambitioner men faderns bortgång, då Greta Bergström endast var tre år gammal, försämrade familjeekonomin. Trots detta kunde dotterns utbildning finansieras. 

### Utbildning
Hon genomgick åtta klassers flickskola och erhöll därigenom den normalskolekompetens som krävdes för att söka lanthushållslärarinneutbildningen vid Fackskolan för huslig ekonomi i Uppsala. Vid sidan av utbildningsmeriterna krävdes praktisk erfarenhet för att få tillgång till seminariestudierna. Denna skaffade sig Greta Bergström genom att tillbringa sammanlagt två år i lantbrukarhem samt som kokerska. På denna väg erhöll hon en plats vid Fackskolans lanthushållsseminarium, Brogård, utanför Uppsala. Då hon påbörjade sin lanthushållslärarinneutbildning 1931 tjänstgjorde Ingrid Osvald-Jacobsson som första lärarinna och husmor på Brogård. Hon kom att bli en betydelsefull mentor och vän till Greta Bergström. Ett halvår efter att Greta Bergström avlagt examen blev hon ombedd av Ingrid Osvald-Jacobsson att återvända till Brogård, denna gång som lärare. Hon stannade på Brogård i fyra år. 1937 gifte hon sig med banktjänstemannen Erik Bergström och flyttade till Stockholm. Mellan 1939 och 1946 fick makarna tre döttrar.

### Kooperativa Förbundet
I Stockholm fick Greta Bergström tjänst vid Kooperativa Förbundet (KF). År 1939 blev hon sekreterare i Kooperativa kvinnogillesförbundet. Kooperationen var vid denna tid dominerad av män. Kvinnors konsumentintressen kanaliserades genom kvinnogillena och Greta Bergström fick i uppgift att författa böcker och kursplanematerial för gillenas gruppstudier. Under slutet av 1930- och början av 1940-talet medverkade Greta Bergström även som författare av läromedel för lanthushålls- och hemvårdsundervisningen tillsammans med kolleger från Brogård, däribland Ingrid Osvald-Jacobsson och Edith Klarin, den senare Sveriges första disputerade kvinna i näringsfysiologi. Under 1930-talet var Greta Bergström en välkänd röst i Sveriges Radio där hon gav föreläsningar om hur kvinnors hemarbete kunde rationaliseras.
Anställningen vid KF blev Greta Bergströms längsta. I sammanlagt 15 år arbetade hon dels med kvinnogillenas förbund, dels vid KF:s husmodersavdelning och provkök. Vid det senare prövades hushållsprodukter och livsmedel. KF:s provkök fungerade som en länk mellan producenter och konsumenter och gav 1951 ut den populära kokboken Vår kokbok. Provköket tillkom på Greta Bergströms initiativ och stod i nära förbindelse med Hemmens forskningsinstitut (HFI). Greta Bergström ingick i institutets första styrelse som till största delen befolkades av skolköks- och lanthushållslärare från Fackskolan i Uppsala. Förbindelsen med HFI kom att bli betydelsefull för hennes fortsatta yrkesbana.

### Folkbildare
Efter omstruktureringar på KF beslöt Greta Bergström att 1954 lämna kooperationen för att återvända till den husliga utbildningen, som vid denna tid befann sig i en expansiv fas. Efter ett halvår som hemkonsulent i Stockholms stad fick hon en nyinrättad tjänst vid Överstyrelsen för yrkesutbildning (KÖY). Hon blev förste konsulent och biträde till byråchefen, den forna Brogårdskollegan Ingrid Osvald-Jacobsson. Byrån hade ansvar för översynen över husliga yrkesskolor och ansvarade för rådgivning till dessa om lokaler, utrustning och läroplaner med mera.
Då yrkesskolorna 1964 införlivades i gymnasieskolan och Överstyrelsen uppgick i Skolöverstyrelsen lämnade Greta Bergström sin tjänst i missnöje över de omläggningar som utbildningsreformerna resulterade i, och som hon menade gav den husliga utbildningen en mer återhållen position. Hon övergick i stället till en tjänst vid Statens institut för konsumentfrågor, tidigare Hemmens Forskningsinstitut. Vid institutets upplysningsavdelning utförde hon ett arbete inte olikt det hon uträttat vid KF och Överstyrelsen för yrkesutbildning, nämligen att från en central organisation upprätthålla kontakt med skolor, lärare och studieorganisationer samt svara för att författa läromedel till dessa.

### Internationellt arbete
Inom ramen för sitt arbete vid KF samt som svensk representant inom den internationella kommittén för hushållsundervisning hade Greta Bergström knutit betydelsefulla internationella kontakter. År 1961 fick hon i uppdrag av FN:s jordbruksorgan FAO att, vid sidan av sitt arbete vid Överstyrelsen, bygga upp former för kvinnlig yrkesutbildning i Tanzania. Hennes arbetsuppgift var att utbilda de statliga instruktörer som skulle undervisa landets kvinnliga befolkning i hushållning, det vill säga ett arbete inte helt olikt hennes gärning som lärare vid Brogård och Stockholms yrkesskolor. 
Greta Bergströms första Tanzaniavistelse varade i ett och ett halvt år och resulterade i boken Karibo Mama, som fick ett svalt mottagande i pressen men ett desto större genomslag i de kvinnoorganisationer som Greta Bergström redan var etablerad i. Utöver boken skrev hon även en statlig rapport om kvinnors levnadsvillkor i u-länder utifrån sina erfarenheter. År 1966 återvände hon till Tanzania för att på FAO och svenska SIDA:s uppdrag bygga upp en yrkeslärarskola, Buhare Home Economics College. Denna skola var avsedd att utveckla landsbygden och jordbruksnäringen genom att stärka de tanzaniska kvinnornas kompetens och växte med tiden till en betydelsefull institution, som övertogs av den tanzaniska staten 1971. Skolans framgångar och goda anseende gjorde Greta Bergström till en allmänt känd och uppskattad person i Tanzania.

### Sista åren och eftermäle
År 1975 gick Greta Bergström i pension. Två år dessförinnan hade hennes make avlidit. Pensionen innebar dock inte att hon lämnade sitt värv. Hon kvarstod bland annat som ordförande i Svenska nationalkommittén för hushållsundervisning och åtog sig 1975 ännu ett utlandsuppdrag, denna gång i Indien, med uppdraget att utarbeta en översiktsplan för landets kvinnliga yrkesutbildning.
Greta Bergströms gärning genomsyrades av initiativtagande och nyfikenhet. Hon hyste ett stort intresse för pedagogik och en stor tilltro till yrkesutbildningen på det husliga området, som hon ständigt såg nya möjligheter för.